# A Visitação na pintura
A Visitação na pintura é uma lista de pinturas que constam na Wikidata sobre o tema bíblico da Visitação, tema que foi tratado por um grande número de grandes mestres pintores do passado.
A narração da Visitação é feita no Evangelho de São Lucas (Lucas 1:39–56), sendo um importante tema da arte cristã em geral, particularmente na Idade Média e Renascimento.
| Imagem | Título                                                                                   | Criador                                               | Data de publicação | Parte de                                                              | Coleção | Localização                                                     |
| ------ | ---------------------------------------------------------------------------------------- | ----------------------------------------------------- | ------------------ | --------------------------------------------------------------------- | --- | --------------------------------------------------------------- |
|        | A Visitação (Benevento)                                                                  | No/unknown value                                      | 8th century        |                                                                       | Igreja de Santa Sofia | Benevento                                                       |
|        | A Visitação (Kiev)                                                                       | No/unknown value                                      | 11st century       |                                                                       | Catedral de Santa Sofia de Kiev | Kiev                                                            |
|        | A Visitação                                                                              | No/unknown value                                      | 1280               |                                                                       | Catedral de Siena | Siena                                                           |
|        | A visitação                                                                              | Deodato Orlandi                                       | 14th century       |                                                                       | Gemäldegalerie |                                                                 |
|        | Visitação                                                                                | Giotto di Bondone                                     | 1306               |                                                                       | Cappella degli Scrovegni | Pádua                                                           |
|        | A Visitação                                                                              | Giotto di Bondone                                     | 1310s              |                                                                       | Basílica inferior de S. Francisco de Assis | Assis                                                           |
|        | A Visitação (Lazio)                                                                      | No/unknown value                                      | 1350               |                                                                       | Igreja de São João a Mare | Gaeta                                                           |
|        | A Visitação (Libiš)                                                                      | No/unknown value                                      | 1390s              |                                                                       | Igreja de Santiago Maior | Mělník správní obvod obce s rozšířenou působností Neratovice    |
|        | A visitação                                                                              | Melchior Broederlam                                   | 1390s              | Fuga para o Egito                                                     | Museu de Belas Artes de Dijon | Dijon                                                           |
|        | A Visitação (Pelendri)                                                                   | No/unknown value                                      | 14th century       |                                                                       | Igreja da Santa Cruz | Pelendri                                                        |
|        | A Visitação (Wellcome)                                                                   | No/unknown value                                      | 14th century       |                                                                       | Biblioteca Welcome | Londres                                                         |
|        | La Visitación                                                                            | No/unknown value                                      | 15th century       |                                                                       | Museu do Prado | Madrid                                                          |
|        | A Visitação (Courtauld)                                                                  | Lorenzo Monaco                                        | 1405               |                                                                       | Instituto Courtauld | Londres                                                         |
|        | Visitação do Retábulo Middelrijns                                                        | No/unknown value                                      | 15th century       | Retábulo Middelrijns                                                  | Museu do Convento de Santa Catarina Museu Aartsbisschoppelijk | Utreque                                                         |
|        | A Visitação                                                                              | Mestre de Boucicaut                                   | 1415               | Leaves from a Book of Hours: The Visitation and Christ in Judgment    | Museu de Arte de Cleveland | Cleveland                                                       |
|        | A Visitação                                                                              | Lorenzo Monaco                                        | 1420               | Anunciação de Bartolini Salimbeni                                     | Capela Bartolini Salimbeni Igreja da Santa Trindade | Florença                                                        |
|        | Heimsuchung                                                                              | No/unknown value                                      | 1420               | Marian altar                                                          | Museu Wallraf–Richartz | Colónia                                                         |
|        | The Visitation (exterior wing of the altarpiece allegedly from Saint Peter's, Frankfurt) | No/unknown value                                      | 1420               |                                                                       | Museu Städel | Frankfurt am Main                                               |
|        | A Visitação (Wallraf–Richartz)                                                           | Master of the Holy Kinship the elder                  | 15th century       |                                                                       | Museu Wallraf–Richartz | Colónia                                                         |
|        | A Visitação (Fra Angélico)                                                               | Fra Angelico                                          | 1426               | Anunciação predela                                                    | Museu do Prado | Madrid                                                          |
|        | A Visitação                                                                              | Mestre Laurentius No/unknown value                    | 15th century       |                                                                       | Museu Nacional de Belas-Artes da Suécia | Estocolmo                                                       |
|        | A Visitação                                                                              | Jacques Daret                                         | 1430s              | Retábulo de Arras                                                     | Gemäldegalerie | Berlim                                                          |
|        | A Visitação                                                                              | Fra Angelico                                          | 1430s              | Anunciação de Cortona                                                 | Museu Diocesano | Cortona                                                         |
|        | Visitação                                                                                | Rogier van der Weyden                                 | 15th century       |                                                                       | Museu de Belas Artes | Leipzig                                                         |
|        | Heimsuchung Mariens                                                                      | Meester van het Albrecht Altaar                       | 15th century       |                                                                       | Galeria Belvedere Museu de História da Arte em Viena | Viena                                                           |
|        | The visitation                                                                           | Meester van het Altaar van Heisterbach                | 1440               |                                                                       | Coleções de Pinturas do Estado da Baviera Antiga Pinacoteca | Munique                                                         |
|        | A Visitação                                                                              | Dirck Bouts                                           | 1445               | Tríptico da Vida da Virgem                                            | Museu do Prado | Madrid                                                          |
|        | A Visitação                                                                              | Jacopo da Montagnana                                  | 1448               |                                                                       | Galeria Nacional de Praga | Praga                                                           |
|        | A Visitação (painel do Retábulo de São João)                                             | Domingo Ram                                           | 15th century       |                                                                       | Metropolitan Museum of Art | Manhattan Nova Iorque                                           |
|        | Visitation                                                                               | Giovanni da Rimini                                    | 15th century       | Cenas da vida da Virgem Maria                                         | Departamento de Pinturas do Louvre Campana collection | Paris                                                           |
|        | Mary returning home                                                                      | Sano di Pietro                                        | 15th century       |                                                                       | Lindenau-Museum | Altenburg                                                       |
|        | The visitation                                                                           | Juan Rexach                                           | 15th century       |                                                                       | |                                                                 |
|        | A Visitação                                                                              | Mestre da Vida da Virgem Maria                        | 1462               |                                                                       | Coleções de Pinturas do Estado da Baviera | Munique                                                         |
|        | A Visitação                                                                              | No/unknown value                                      | 1466               |                                                                       | Igreja de Santiago | Rothenburg ob der Tauber                                        |
|        | A Visitação com Santa Ana, São João Baptista e a Estigmação de São Francisco             | Pietro Perugino                                       | 1470               |                                                                       | Galeria da Academia de Belas Artes de Florença | Florença                                                        |
|        | The Visitation                                                                           | Mestre da Vida da Virgem Maria                        | 15th century       |                                                                       | Museum Boymans-van Beuningen | Roterdão                                                        |
|        | A Visitação                                                                              | Antonio Pirri                                         | 1480               |                                                                       | Museu Poldi Pezzoli | Milão                                                           |
|        | Heimsuchung Mariae                                                                       |                                                       | 1480s              |                                                                       | Staatliche Kunsthalle | Karlsruhe                                                       |
|        | A Visitação (Luca)                                                                       | No/unknown value                                      | 1484               |                                                                       | Museu Nacional de Villa Guinigi | Lucca                                                           |
|        | A Visitação (Museu Lázaro Galdiano)                                                      | No/unknown value                                      | 1485               |                                                                       | Museu Lázaro Galdiano | Madrid                                                          |
|        | The visitation                                                                           | Master of the View of Ste Gudule                      | 15th century       |                                                                       | |                                                                 |
|        | Visitation of Maria                                                                      | Mestre da Vida da Virgem Maria                        | 1488               |                                                                       | Führermuseum Munich Central Collecting Point | Linz Munique                                                    |
|        | A Visitação com São Nicolau e Santo António Abade                                        | Piero di Cosimo                                       | 15th century       |                                                                       | Galeria Nacional de Arte Coleção Samuel H. Kress | Washington, D.C.                                                |
|        | A Visitação                                                                              | Mestre de Miraflores                                  | 1490s 15th century |                                                                       | Museu do Prado Museo Nacional de Pintura y Escultura | Madrid                                                          |
|        | A Visitação                                                                              | Mestre da Virgem entre as Virgens                     | 1490s              |                                                                       | Museu de Salzburgo | Salzburgo                                                       |
|        | A Visitação (Colmar)                                                                     | No/unknown value                                      | 1490               | Retable domestique l'Annonciation                                     | Museu de Unterlinden | Colmar                                                          |
|        | Visitação                                                                                | Domenico Ghirlandaio                                  | 1491               |                                                                       | Departamento de Pinturas do Louvre | Paris                                                           |
|        | A Visitação                                                                              | Pinturicchio                                          | 1492               |                                                                       | Museus Vaticanos | Vaticano                                                        |
|        | The Visitation                                                                           | Rueland Frueauf der Ältere                            | 1495               |                                                                       | Museus de Arte de Harvard Fogg Museum | Cambridge                                                       |
|        | A Visitação                                                                              | Bartholomäus Zeitblom                                 | 1496               | Eschacher Altar                                                       | Staatsgalerie Stuttgart Collection Hirscher Collection Abel | Estugarda                                                       |
|        | Visitatie                                                                                | No/unknown value                                      | 2nd millennium     |                                                                       | |                                                                 |
|        | A Visitação                                                                              | Mestre de Perea                                       | 1500               |                                                                       | Museu do Prado | Madrid                                                          |
|        | A Visitação                                                                              | Mestre de La Sisla                                    | 1500               |                                                                       | Museu do Prado Museo Nacional de Pintura y Escultura | Madrid                                                          |
|        | A Visitação (Passau)                                                                     | No/unknown value                                      | 15th century       |                                                                       | Oberhausmuseum | Passau                                                          |
|        | A Visitação (Vaticano)                                                                   | No/unknown value                                      | 15th century       |                                                                       | Pinacoteca do Vaticano | Vaticano                                                        |
|        | A Visitação (Estrasburgo)                                                                | No/unknown value                                      | 15th century       |                                                                       | Museu de l'Oeuvre Notre-Dame Museu de Belas Artes de Estrasburgo | Estrasburgo                                                     |
|        | A Visitação (Groeninge)                                                                  | No/unknown value                                      | 1500               |                                                                       | Museu Groeninge | Bruges                                                          |
|        | A Visitação (Hexham)                                                                     | No/unknown value                                      | 15th century       |                                                                       | Abadia de Hexham | Hexham                                                          |
|        | A Visitação                                                                              | No/unknown value                                      | 1500               |                                                                       | No/unknown value |                                                                 |
|        | A Visitação                                                                              | Geertgen tot Sint Jans                                | 1500               |                                                                       | Palácio de Weimar | Weimar                                                          |
|        | A visitação                                                                              | No/unknown value                                      | 2nd millennium     |                                                                       | Museu do Prado | Madrid                                                          |
|        | The Visitation                                                                           | No/unknown value                                      | 1500               |                                                                       | No/unknown value | Colónia                                                         |
|        | Memorial com a Visitação                                                                 | Mestre da Spes Nostra                                 | 1500               |                                                                       | Rijksmuseum | Amesterdão                                                      |
|        | A Visitação                                                                              | Josse Lieferinxe                                      | 1500s              |                                                                       | Departamento de Pinturas do Louvre | Paris                                                           |
|        | The Visitation with Saint Paul and a Franciscan Martyr Saint                             | No/unknown value                                      | 1500               |                                                                       | National Trust Montacute House | Montacute                                                       |
|        | The Visitation                                                                           | No/unknown value                                      | 2nd millennium     |                                                                       | Museu Städel | Frankfurt am Main                                               |
|        | The Visitation                                                                           | No/unknown value                                      | 1500               |                                                                       | |                                                                 |
|        | A Visitação (Belvedere)                                                                  | Marx Reichlich                                        | 1501               |                                                                       | Galeria Belvedere Museu de História da Arte em Viena | Viena                                                           |
|        | A Visitação (Viseu)                                                                      | Grão Vasco                                            | 1500s              | Políptico da Capela-mor da Sé de Viseu                                | Museu Nacional Grão Vasco | Viseu                                                           |
|        | A Visitação                                                                              | Mariotto Albertinelli                                 | 1503               |                                                                       | Galleria degli Uffizi | Florença                                                        |
|        | Visitation                                                                               | Mariotto Albertinelli                                 | 1503               |                                                                       | Galleria degli Uffizi | Florença                                                        |
|        | Visitação                                                                                | Vittore Carpaccio                                     | 1500s              | Life of the Virgin                                                    | Ca' d'Oro | Veneza                                                          |
|        | A Visitação                                                                              | No/unknown value Jakob Strüb Hans Strüb               | 1505               | Inzigkofener Altar                                                    | Museu Thyssen-Bornemisza | Madrid                                                          |
|        | A Visitação                                                                              | Mestre do Retábulo de Litoměřice                      | 1505               |                                                                       | Mosteiro de Strahov | Praga                                                           |
|        | A Visitação                                                                              | Mestre MS                                             | 1506               |                                                                       | Galeria Nacional Húngara | Budapeste                                                       |
|        | Visitação (Grão Vasco)                                                                   | Grão Vasco                                            | 1506               | Políptico da Capela-mor da Sé de Lamego                               | Museu de Lamego | Lamego (Almacave e Sé)                                          |
|        | A Visitação                                                                              | Mestre de 1518                                        | 1510s              |                                                                       | Museu Fabre Departamento de Pinturas do Louvre | Montpellier                                                     |
|        | Heimsuchung Mariens                                                                      | No/unknown value                                      | 1510               |                                                                       | Museum of the Diocese of Rottenburg Sammlung Dursch | Rottenburg                                                      |
|        | Heimsuchung Mariae                                                                       |                                                       | 1510               |                                                                       | Staatliche Kunsthalle | Karlsruhe                                                       |
|        | A Visitação                                                                              | Marx Reichlich                                        | 1511               |                                                                       | Coleções de Pinturas do Estado da Baviera Antiga Pinacoteca | Munique                                                         |
|        | Visitation                                                                               | Noel Bellemare                                        | 1512               |                                                                       | Museu de Belas Artes de Nancy | Nancy                                                           |
|        | The Visitation                                                                           | Hans Fries                                            | 1512               | Saint Mary's Altar                                                    | Museu das Belas Artes | Basileia Basileia-Cidade                                        |
|        | The Visitation                                                                           | Giampietrino                                          | 16th century       |                                                                       | Rijksdienst voor het Cultureel Erfgoed kunstcollectie Bonnefantenmuseum | Maastricht                                                      |
|        | The Visitation                                                                           | No/unknown value                                      | 16th century       |                                                                       | National Museum Poznań | Poznań                                                          |
|        | The Visitation                                                                           |                                                       | 16th century       |                                                                       | |                                                                 |
|        | The Visitation                                                                           |                                                       | 16th century       |                                                                       | |                                                                 |
|        | A Visitação (Palazzo Vecchio)                                                            | Pontormo                                              | 1514               |                                                                       | Palazzo Vecchio | Florença                                                        |
|        | A Visitação                                                                              | Mestre de Sigena                                      | 1515               |                                                                       | Museu de Huesca | Huesca                                                          |
|        | The Visitation of the Virgin to Saint Elizabeth                                          | Mestre de 1518                                        | 1515               |                                                                       | National Gallery | Cidade de Westminster                                           |
|        | A Visitação                                                                              | Hans Baldung                                          | 1516               | High altar of Freiburg Minster                                        | Catedral de Friburgo | Freiburg im Breisgau                                            |
|        | Visitação                                                                                | Rafael Sanzio Giovanni Francesco Penni Giulio Romano  | 1517               |                                                                       | Museu do Prado | Madrid                                                          |
|        | The Visitation                                                                           | Angelo Bizamano                                       | 16th century       |                                                                       | Museu de Arte Walters | Baltimore                                                       |
|        | Retábulo de Thalheimer                                                                   | Mestre do Retábulo de Talheimer                       | 1518               |                                                                       | Landesmuseum Württemberg | Estugarda                                                       |
|        | Visitação                                                                                | Sebastiano del Piombo                                 | 1519               |                                                                       | Departamento de Pinturas do Louvre | Paris                                                           |
|        | Visitação                                                                                | Gregório Lopes                                        | 1520s              |                                                                       | Museu Nacional Frei Manuel do Cenáculo | Évora                                                           |
|        | A Visitação                                                                              | Gregório Lopes Jorge Leal                             | 1520s              | Políptico da Capela do Salvador                                       | Museu Nacional de Arte Antiga | Lisboa                                                          |
|        | A Visitação                                                                              | Mestre de Meßkirch                                    | 1520               | Sigmaringer Marientafeln                                              | Collections of the princely branch of the Hohenzollern Family | Sigmaringen                                                     |
|        | A Adoração dos Pastores e a Visitação                                                    | Mestre de 1518                                        | 1520               |                                                                       | Bonnefantenmuseum | Maastricht                                                      |
|        | A Visitação                                                                              | Pieter Claeissins                                     | 1520               |                                                                       | No/unknown value |                                                                 |
|        | Heimsuchung Mariae                                                                       | No/unknown value                                      | 1520               |                                                                       | Staatliche Kunsthalle | Karlsruhe                                                       |
|        | The Visitation                                                                           |                                                       | 1520               |                                                                       | Princeton University Art Museum | Princeton                                                       |
|        | The Visitation                                                                           | Meester van het Altaar van Pflock                     | 1520               |                                                                       | No/unknown value |                                                                 |
|        | The visitation                                                                           | Hans Dürer                                            | 1520               |                                                                       | |                                                                 |
|        | Visitação                                                                                | Jacopo Palma                                          | 1522               |                                                                       | Museu de História da Arte em Viena | Viena                                                           |
|        | The Visitation                                                                           | No/unknown value                                      | 1520s              |                                                                       | No/unknown value |                                                                 |
|        | Visitação                                                                                | Giovanni Cariani                                      | 1524               |                                                                       | Museu de História da Arte em Viena | Viena                                                           |
|        | The visitation                                                                           | No/unknown value                                      | 16th century       |                                                                       | |                                                                 |
|        | Visitação                                                                                | Gregório Lopes No/unknown value                       | 1520s              |                                                                       | Museu Nacional Frei Manuel do Cenáculo | Évora                                                           |
|        | A Visitação                                                                              | Juan Tejerina                                         | 1525               |                                                                       | Museu do Prado | Madrid                                                          |
|        | Visitation                                                                               | No/unknown value                                      | 16th century       |                                                                       | Suermondt-Ludwig-Museum | Aachen                                                          |
|        | Visitação                                                                                | Gregório Lopes                                        | 1527               | Políptico do Convento do Paraíso                                      | Museu Nacional de Arte Antiga | Lisboa                                                          |
|        | Visitação                                                                                | Pontormo                                              | 1528               |                                                                       | Prepositura dos Santos Miguel e Francisco | Carmignano                                                      |
|        | Visitation                                                                               | Bartolomeo Ramenghi                                   | 16th century       |                                                                       | Gemäldegalerie | Berlim                                                          |
|        | Wings of a triptych: Annunciation(right) and Visitation(left)                            | Gerard David                                          | 1530               |                                                                       | No/unknown value |                                                                 |
|        | A Visitação (Baume-les-Messieurs)                                                        | No/unknown value                                      | 1530               | Retábulo de Baume-les-Messieurs                                       | Abadia de São Pedro | Baume-les-Messieurs                                             |
|        | A Visitação                                                                              | Lorenzo Lotto                                         | 1532               |                                                                       | Pinacoteca Civica | Jesi                                                            |
|        | A Visitação                                                                              | Juan Correa de Vivar                                  | 1530s              |                                                                       | Museu do Prado Museo Nacional de Pintura y Escultura | Madrid                                                          |
|        | A Visitação                                                                              | Filippo Tancredi                                      | 1533               |                                                                       | Museu Regional de Messina | Messina                                                         |
|        | A Anunciação, a Visitação e a Natividade                                                 | Lorenzo de Ávila                                      | 1534               |                                                                       | Museu Lázaro Galdiano | Madrid                                                          |
|        | Visitation of Mary                                                                       | No/unknown value                                      | 1534               |                                                                       | Coleções de Pinturas do Estado da Baviera | Munique                                                         |
|        | La Visitation                                                                            | Juan Correa de Vivar                                  | 16th century       |                                                                       | Departamento de Pinturas do Louvre | Paris                                                           |
|        | A Visitação (Bonnefantenmuseum)                                                          | No/unknown value                                      | 16th century 1540  |                                                                       | Rijksdienst voor het Cultureel Erfgoed kunstcollectie Stichting Nederlands Kunstbezit Bonnefantenmuseum Dienst Verspreide Rijkscollecties Rijksdienst Beeldende Kunst Instituut Collectie Nederland Rijksdienst voor het Cultureel Erfgoed Führermuseum Munich Central Collecting Point | Munique Linz                                                    |
|        | A Visitação                                                                              | Francesco de' Rossi                                   | 1538               |                                                                       | San Giovanni Battista Decollato | Roma                                                            |
|        | A Visitação                                                                              | Juan Vicente Masip                                    | 1540s              |                                                                       | Museu do Prado | Madrid                                                          |
|        | A Visitação (Alnwick)                                                                    | Sebastiano del Piombo                                 | 1540s              |                                                                       | Castelo de Alnwick | Inglaterra                                                      |
|        | Visitation                                                                               |                                                       | 1540               |                                                                       | Bonnefantenmuseum | Maastricht                                                      |
|        | A Visitação                                                                              | No/unknown value                                      | 16th century       |                                                                       | Museu de Arte de Cleveland | Cleveland                                                       |
|        | Visitatie                                                                                | No/unknown value                                      | 1540               |                                                                       | Bonnefantenmuseum Rijksdienst voor het Cultureel Erfgoed kunstcollectie | Maastricht                                                      |
|        | A Visitação                                                                              | Cristofano Gherardi                                   | 1541               |                                                                       | Museu dos Agostinhos | Toulouse                                                        |
|        | la Visitation                                                                            |                                                       | 1544               |                                                                       | | Vitré                                                           |
|        | A Visitação                                                                              | Tintoretto                                            | 1549               |                                                                       | Pinacoteca Nacional de Bolonha | Bolonha                                                         |
|        | The Visitation                                                                           |                                                       | 16th century       |                                                                       | |                                                                 |
|        | The Visitation                                                                           | Pieter Claeissins                                     | 16th century       |                                                                       | |                                                                 |
|        | A Visitação com os Santos José e Jerónimo                                                | Pellegrino Tibaldi                                    | 16th century       |                                                                       | Rijksmuseum | Amesterdão                                                      |
|        | Tríptico da Visitação                                                                    | Marcellus Coffermans                                  | 1550               |                                                                       | |                                                                 |
|        | A Visitação                                                                              | Orazio Alfani                                         | 16th century       |                                                                       | Departamento de Pinturas do Louvre |                                                                 |
|        | La Visitation de la Vierge                                                               | Josse de Voltigeant                                   | 16th century       |                                                                       | Departamento de Pinturas do Louvre Castelo de Compiègne | Compiègne                                                       |
|        | A Visitação                                                                              | Maso da San Friano                                    | 1560               |                                                                       | Museu Fitzwilliam | Cambridge                                                       |
|        | A Visitação                                                                              | Jan Sanders van Hemessen Catarina van Hemessen        | 16th century 1550s |                                                                       | Cincinnati Art Museum | Cincinnati                                                      |
|        | A Visitação                                                                              | Mestre do Filho Pródigo                               | 16th century       |                                                                       | Museu do Convento de Santa Catarina Bisschoppelijk Museum Haarlem | Utreque                                                         |
|        | The Visitation                                                                           | Marcellus Coffermans                                  | 16th century       |                                                                       | |                                                                 |
|        | A Visitação                                                                              | Antonio Campi                                         | 1567               |                                                                       | Museu Cívico Ala Ponzone | Cremona                                                         |
|        | The Visitation                                                                           | No/unknown value                                      | 16th century       |                                                                       | Museum De Lakenhal | Leida                                                           |
|        | The Visitation                                                                           | Paolo Veronese                                        | 1577               |                                                                       | Barber Institute of Fine Arts | Edgbaston Birmingham                                            |
|        | Visitation                                                                               | Federico Barocci                                      | 1580s              |                                                                       | Santa Maria in Vallicella | Roma                                                            |
|        | Visitação                                                                                | Tintoretto                                            | 1588               |                                                                       | Igreja de São Roque | Veneza                                                          |
|        | Visitação                                                                                | Diogo Teixeira                                        | 1590               |                                                                       | Convento de Nossa Senhora da Luz | Lisboa                                                          |
|        | The Visitation                                                                           | Denis Calvaert                                        | 16th century       |                                                                       | Waddesdon Manor | Waddesdon                                                       |
|        | Visitação                                                                                | Diogo Teixeira                                        | 1591               |                                                                       | Museu da Misericórdia do Porto | Cedofeita, Santo Ildefonso, Sé, Miragaia, São Nicolau e Vitória |
|        | Heimsuchung Mariens                                                                      | Otto van Veen                                         | 2nd millennium     |                                                                       | Coleções de Pinturas do Estado da Baviera | Munique                                                         |
|        | The visitation                                                                           | Andrea del Sarto                                      | 2nd millennium     |                                                                       | Coleções de Pinturas do Estado da Baviera Antiga Pinacoteca | Munique                                                         |
|        | A Visitação                                                                              | Cosimo Daddi                                          | 1597               |                                                                       | Igreja de São Lino | Volterra                                                        |
|        | La Visitation                                                                            | Giovanni Battista Crespi                              | 1599               |                                                                       | Musée Magnin | Dijon                                                           |
|        | La Visitation                                                                            | No/unknown value                                      | 16th century       | groupe d'objets à Barfleur                                            | |                                                                 |
|        | A Visitação                                                                              | Michele delle Colombe                                 | 16th century       |                                                                       | Igreja de Santa Maria das Prisões | Prato                                                           |
|        | A Visitação                                                                              | Marco Pino                                            | 16th century       |                                                                       | Santo Spirito in Sassia | Roma                                                            |
|        | A Visitação                                                                              | Giacomo Coppi                                         | 16th century       |                                                                       | | Milão                                                           |
|        | A Visitação                                                                              |                                                       | 16th century       |                                                                       | Basílica de São Lourenço | Milão                                                           |
|        | A Visitação                                                                              | Jerónimo Cósida                                       | 16th century       |                                                                       | Catedral de São Salvador de Saragoça | Saragoça                                                        |
|        | A Visitação                                                                              | Luis de Morales                                       | 16th century       |                                                                       | |                                                                 |
|        | A Visitação (Accademia)                                                                  | No/unknown value                                      | 16th century       |                                                                       | Accademia | Veneza                                                          |
|        | A Visitação                                                                              | Domenico Panetti                                      | 16th century       |                                                                       | Galeria Nacional de Praga | Praga                                                           |
|        | A Visitação                                                                              | Marco d'Oggiono                                       | 16th century       |                                                                       | Museu de Belas Artes de Estrasburgo | Estrasburgo                                                     |
|        | A Visitação                                                                              | Rutilio di Lorenzo Manetti                            | 16th century       |                                                                       | Baptistério de São João Igreja de Santo Estêvão alla Lizza | Siena                                                           |
|        | La Visitation                                                                            | Jean de Saint-Igny                                    | 17th century       |                                                                       | Museu Carnavalet | Paris                                                           |
|        | A Visitação                                                                              | No/unknown value                                      | 2nd millennium     |                                                                       | National Trust Kedleston Hall | Kedleston                                                       |
|        | Visitation                                                                               | No/unknown value                                      | 2nd millennium     |                                                                       | Galeria Nacional da Escócia | City of Edinburgh                                               |
|        | The Visitation                                                                           | Gaspar de Crayer                                      | 17th century       |                                                                       | |                                                                 |
|        | Visitação                                                                                | El Greco                                              | 1610               | Altarpiece of the Immaculate Conception                               | Dumbarton Oaks | Washington, D.C.                                                |
|        | A Visitação                                                                              | Giulio Cesare Procaccini                              | 1610               |                                                                       | Igreja de Santo António abade | Milão                                                           |
|        | Visitação                                                                                | Peter Paul Rubens                                     | 1610s 1611         | A descida da luz                                                      | Catedral de Nossa Senhora | Antuérpia                                                       |
|        | A Visitação                                                                              | Peter Paul Rubens                                     | 1611               |                                                                       | Museu de Belas Artes de Estrasburgo | Estrasburgo                                                     |
|        | The Visitation                                                                           | Peter Paul Rubens                                     | 1612               |                                                                       | Courtauld Gallery Antoine Seilern collection | Cidade de Westminster                                           |
|        | la Visitation                                                                            |                                                       | 1613               |                                                                       | |                                                                 |
|        | Mary visits her cousin Elizabeth                                                         | Frans Francken Josse de Momper Ambrosius, II Francken | 1617 17th century  |                                                                       | St. Paul's Church | Antuérpia                                                       |
|        | The visitation                                                                           | Artus Wolffort                                        | 2nd millennium     |                                                                       | Museu de Belas Artes de Dijon | Dijon                                                           |
|        | The Visitation                                                                           | Frans Francken                                        | 2nd millennium     |                                                                       | |                                                                 |
|        | The visitation                                                                           | Frans Francken                                        | 2nd millennium     |                                                                       | |                                                                 |
|        | A Visitação                                                                              | No/unknown value                                      | 1620               |                                                                       | Museu Groeninge | Bruges                                                          |
|        | la Visitation                                                                            | Le Nain                                               | 17th century       |                                                                       | Departamento de Pinturas do Louvre Saint-Denis-de-Pile | Saint-Denis-de-Pile                                             |
|        | A Visitação                                                                              | No/unknown value                                      | 1630               |                                                                       | National Gallery | Cidade de Westminster                                           |
|        | A Visitação                                                                              | Alessandro Turchi                                     | 1630s 1631         |                                                                       | Museu do Prado | Madrid                                                          |
|        | A Visitação                                                                              | Juan del Castillo                                     | 1634               |                                                                       | Museu de Belas Artes de Sevilha | Sevilha                                                         |
|        | la Visitation                                                                            |                                                       | 1634               | groupe d'objets à Salers                                              | |                                                                 |
|        | The Visitation: Mary and Elisabeth shaking hands                                         | Abraham Willemsens Artus Wolffort                     | 17th century       |                                                                       | SØR Rusche Collection |                                                                 |
|        | A visitação                                                                              | Simon de Vos                                          | 1639               |                                                                       | |                                                                 |
|        | The Visitation                                                                           | Victor Wolfvoet                                       | 1639               |                                                                       | |                                                                 |
|        | Visitação                                                                                | Rembrandt                                             | 1640               |                                                                       | Detroit Institute of Arts | Detroit                                                         |
|        | A Visitação                                                                              | Nicolas Labbé                                         | 1640               |                                                                       | Museu de Belas Artes de Marselha | Marselha                                                        |
|        | The Visitation                                                                           | No/unknown value                                      | 1640               |                                                                       | Frans Halsmuseum | Haarlem                                                         |
|        | A Visitação                                                                              | Jacob Jordaens                                        | 1642               |                                                                       | Dayton Art Institute | Dayton                                                          |
|        | Heimsuchung                                                                              | Francesco Guarino Massimo Stanzioni                   | 1640s 1610         |                                                                       | Gemäldegalerie Führermuseum Munich Central Collecting Point Kunstbesitz der Bundesrepublik Deutschland | Linz Munique Berlim                                             |
|        | A Visitação                                                                              | Gijsbert Sibilla                                      | 17th century       |                                                                       | Rijksdienst voor het Cultureel Erfgoed kunstcollectie Stichting Nederlands Kunstbezit Dienst Verspreide Rijkscollecties Rijksdienst Beeldende Kunst Instituut Collectie Nederland Führermuseum Munich Central Collecting Point Our Lord in the Attic Museum                             | Munique Linz Rijswijk                                           |
|        | The Visitation                                                                           | Philippe de Champaigne                                | 1643               |                                                                       | Seattle Art Museum | Seattle                                                         |
|        | The Visitation                                                                           | Philippe de Champaigne                                | 1640s              |                                                                       | Princeton University Art Museum | Princeton                                                       |
|        | la Visitation                                                                            | Philippe de Champaigne                                | 1649               |                                                                       | Pierre de Luxembourg museum | Villeneuve-lès-Avignon                                          |
|        | A Visitação                                                                              | Jean-Pierre Rivalz                                    | 1650               |                                                                       | Catedral de Toulouse | Toulouse                                                        |
|        | Mariä Heimsuchung                                                                        | Jan Lievens                                           | 17th century       |                                                                       | Departamento de Pinturas do Louvre | Paris                                                           |
|        | The fifteen secrets of the rosary: the Visitation                                        | David Teniers, Filho                                  | 17th century       |                                                                       | Coleções de Pinturas do Estado da Baviera Antiga Pinacoteca | Munique                                                         |
|        | La Visitation                                                                            | Jacob Jordaens                                        | 17th century       |                                                                       | Departamento de Pinturas do Louvre Musée des Beaux-Arts de Lyon | Lyon Métropole de Lyon                                          |
|        | La visitation                                                                            | Philippe de Champaigne                                | 1650               |                                                                       | Museu de Arte e História | Genebra                                                         |
|        | A Visitação                                                                              | Antonio de Pereda                                     | 1654               |                                                                       | Museu Lázaro Galdiano | Madrid                                                          |
|        | A Visitação                                                                              | Alonso Cano                                           | 1655               |                                                                       | Museu Goya | Castres                                                         |
|        | The Visitation                                                                           | Theodoor van Thulden Jan Thomas                       | 17th century       |                                                                       | Museu de História da Arte em Viena | Viena                                                           |
|        | A Visitação                                                                              | Pierre Puget                                          | 1659               |                                                                       | Museu Granet | Aix-en-Provence                                                 |
|        | La Visitation                                                                            |                                                       | 1660               |                                                                       | | Caen                                                            |
|        | La Visitation                                                                            |                                                       | 1660               |                                                                       | | Besançon                                                        |
|        | la Visitation                                                                            |                                                       | 1660               | groupe d'objets à Neau                                                | |                                                                 |
|        | A Visitação                                                                              | José Moreno                                           | 1662               |                                                                       | Museu do Prado Museu de Burgos | Madrid                                                          |
|        | A Visitação                                                                              | Francisco Rizi                                        | 1663 1650          |                                                                       | Museu do Prado Museu de Belas Artes da Corunha Museo Nacional de Pintura y Escultura | Madrid                                                          |
|        | La Visitation                                                                            | Noël Coypel                                           | 1663               |                                                                       | Museu de Belas Artes de Rennes | Rennes                                                          |
|        | A Visitação                                                                              | Francisco de Solís                                    | 1664               |                                                                       | Biblioteca Museu Víctor Balaguer | Vilanova i la Geltrú                                            |
|        | La Visitation                                                                            |                                                       | 1667               | groupe d'objets à Lyon                                                | |                                                                 |
|        | A Visitação                                                                              | Michael Angelo Immenraet                              | 1673               |                                                                       | Igreja União | Idstein                                                         |
|        | la Visitation                                                                            |                                                       | 1678               |                                                                       | |                                                                 |
|        | The Visitation                                                                           | José Sanchez                                          | 1680s              |                                                                       | Departamento de Pinturas do Louvre |                                                                 |
|        | Mariae Heimsuchung                                                                       | Adriaen van der Werff                                 | 1684               |                                                                       | Führermuseum | Linz                                                            |
|        | Visitation                                                                               | No/unknown value                                      | 17th century       |                                                                       | Museu de História da Arte em Viena | Viena                                                           |
|        | The Visitation                                                                           | No/unknown value                                      | 2nd millennium     |                                                                       | |                                                                 |
|        | Heimsuchung Mariae                                                                       | Luca Giordano                                         | 1696               |                                                                       | Museu de História da Arte em Viena | Viena                                                           |
|        | The Visitation                                                                           | François Verdier                                      | 1697               |                                                                       | Museu de Belas Artes de Budapeste | Budapeste                                                       |
|        | Visitação                                                                                | Bernardo Strozzi                                      | 17th century       |                                                                       | Museu Nacional de Varsóvia | Varsóvia                                                        |
|        | A Visitação                                                                              | No/unknown value                                      | 17th century       |                                                                       | Galeria Nacional Eslovaca | Bratislava                                                      |
|        | Visitação (Misericórdia do Porto)                                                        | No/unknown value                                      | 17th century       |                                                                       | Museu da Misericórdia do Porto | Cedofeita, Santo Ildefonso, Sé, Miragaia, São Nicolau e Vitória |
|        | A Visitação                                                                              | Matteo Rosselli                                       | 17th century       |                                                                       | Igreja dos Santos Miguel e Caetano | Florença                                                        |
|        | A Visitação                                                                              | Federico Barocci                                      | 17th century       |                                                                       | Santa Maria in Vallicella | Roma                                                            |
|        | A Visitação                                                                              | Mattia Preti Gregorio Preti                           | 17th century       |                                                                       | |                                                                 |
|        | Visitação                                                                                | Simão Rodrigues                                       | 17th century       |                                                                       | Museu Nogueira da Silva | Braga                                                           |
|        | Visitação                                                                                | Bento Coelho da Silveira                              | 17th century       |                                                                       | No/unknown value |                                                                 |
|        | Visitação                                                                                | No/unknown value                                      | 17th century       |                                                                       | Igreja da Santa Casa da Misericórdia de Viana do Alentejo | Viana do Alentejo                                               |
|        | La Visitación                                                                            | Ambrosio Valois                                       | 1700               |                                                                       | Museum of Jaén | Jaén                                                            |
|        | The Visitation                                                                           | No/unknown value                                      | 2nd millennium     |                                                                       | Royal Collection |                                                                 |
|        | The Visitation                                                                           | No/unknown value                                      | 2nd millennium     |                                                                       | Museu Nacional de Belas-Artes da Suécia | Estocolmo                                                       |
|        | The Visitation                                                                           | No/unknown value                                      | 2nd millennium     |                                                                       | |                                                                 |
|        | The Visitation                                                                           | Adriaen van der Werff                                 | 1708               | Rosary Cycle                                                          | Coleções de Pinturas do Estado da Baviera Johann Wilhelm von der Pfalz collection Electoral Gallery Dusseldorf | Munique                                                         |
|        | A Visitação                                                                              | Noël-Nicolas Coypel                                   | 1714               |                                                                       | Igreja de Nossa Senhora da Visitation de Champlain | Champlain                                                       |
|        | la Visitation                                                                            |                                                       | 1714               |                                                                       | | Le Puy-en-Velay                                                 |
|        | The Visitation                                                                           | Giuseppe Maria Crespi                                 | 18th century       |                                                                       | Museu Städel | Frankfurt am Main                                               |
|        | The Visitation                                                                           | Claude Lebault                                        | 1716               |                                                                       | | Allerey-sur-Saône                                               |
|        | La Visitation                                                                            |                                                       | 1716               | groupe d'objets à Auxerre                                             | | Auxerre                                                         |
|        | Visitation de la Vierge by Jean Jouvenet                                                 | Jean Jouvenet                                         | 1716               |                                                                       | Departamento de Pinturas do Louvre Notre-Dame de Paris | Paris                                                           |
|        | A Visitação                                                                              | Jakob Karl Stauder                                    | 1719               |                                                                       | Igreja Paroquial de Weissenau | Ravensburg                                                      |
|        | la Visitation                                                                            |                                                       | 1720               |                                                                       | | Dampierre-et-Flée                                               |
|        | The Visitation                                                                           | No/unknown value                                      | 18th century       |                                                                       | National Trust | Stourton with Gasper Stourton                                   |
|        | A Visitação                                                                              | Jerónimo Ezquerra                                     | 1737               |                                                                       | Museu Carmen Thyssen | Málaga                                                          |
|        | la Visitation                                                                            |                                                       | 1737               | groupe d'objets à Dijon                                               | | Dijon                                                           |
|        | A Visitação                                                                              | Valentin Janez Metzinger                              | 1739               |                                                                       | Igreja Paroquial da Imaculada Conceição de Maria | Município de Kamnik                                             |
|        | The Visitation                                                                           | Konrad Wengner                                        | 1750s              |                                                                       | Augustiner Museum | Freiburg im Breisgau                                            |
|        | The Visitation                                                                           | Francesco de Mura                                     | 1750               |                                                                       | Cornell Fine Arts Museum | Flórida                                                         |
|        | la Visitation                                                                            |                                                       | 1752               |                                                                       | | Ruão                                                            |
|        | The Visitation                                                                           | Étienne Jeaurat                                       | 1754               |                                                                       | Notre-Dame de Paris | Paris                                                           |
|        | The Visitation                                                                           | Maximilien De Haese                                   | 1757               |                                                                       | |                                                                 |
|        | Visitação                                                                                | André Gonçalves                                       | 1759               |                                                                       | Igreja do antigo Convento da Madre de Deus | Moimenta da Serra e Vinhó                                       |
|        | Visitation                                                                               | Franz Xaver Wagenschön                                | 1763               |                                                                       | Museu Nacional de Varsóvia | Varsóvia                                                        |
|        | A visitação                                                                              | Corrado Giaquinto                                     | 1765               |                                                                       | Museu de Belas Artes de Montreal | Montreal                                                        |
|        | La Visitation                                                                            |                                                       | 1771               | groupe d'objets à Signes                                              | |                                                                 |
|        | La Visitación de Santa Isabel                                                            | Francisco de Goya                                     | 1774               |                                                                       | Museum of Fine Arts of Córdoba | Córdova                                                         |
|        | Visitation                                                                               | Louis Jean François Lagrenée                          | 18th century       |                                                                       | Museu do Prado | Madrid                                                          |
|        | Visitação                                                                                | Francesc Pla Durán                                    | 1780               |                                                                       | Museu Nacional de Arte da Catalunha | Barcelona                                                       |
|        | A Visitação                                                                              | Johann Georg Unruh                                    | 1780               |                                                                       | Igreja paroquial de S. Miguel | Untergriesbach                                                  |
|        | La Visitation                                                                            |                                                       | 1781               |                                                                       | | Paris                                                           |
|        | La Visitation                                                                            | Joseph-Benoît Suvée                                   | 1781               |                                                                       | Departamento de Pinturas do Louvre município de paris Conservation of Religious and Civil Works of Art | Paris                                                           |
|        | La Visitation                                                                            |                                                       | 1782               |                                                                       | | Montbrison                                                      |
|        | A Visitação                                                                              |                                                       | 1786               |                                                                       | Igreja Paroquial de Santa Maria e Santa Isabel | Grezzana                                                        |
|        | Visitation                                                                               |                                                       | 1789               | groupe d'objets à Aix-en-Provence                                     | | Aix-en-Provence                                                 |
|        | Visitação                                                                                | José da Cunha Taborda                                 | 1796               |                                                                       | No/unknown value |                                                                 |
|        | The Visitation (Michel Corneille?)                                                       | Michel Corneille l'Ancien                             | 18th century       |                                                                       | Catedral de Chartres | Chartres                                                        |
|        | A Visitação (Ergersheim)                                                                 | No/unknown value                                      | 18th century       |                                                                       | Capela de Notre-Dame d'Altbronn | Ergersheim                                                      |
|        | Visitação                                                                                | No/unknown value                                      | 18th century       |                                                                       | Convento de Jesus de Setúbal | Setúbal                                                         |
|        | Visitação                                                                                | André Gonçalves                                       | 18th century       |                                                                       | Igreja de Nossa Senhora da Conceição | Seixal, Arrentela e Aldeia de Paio Pires                        |
|        | Visitation                                                                               |                                                       | 18th century       | quatre tableaux dans l'ancienne sacristie de l'abbaye aux Hommes      | | Caen                                                            |
|        | A Visitação                                                                              | Johann Nepomuk Della Croce                            | 1800               |                                                                       | Coleções de Pinturas do Estado da Baviera | Burghausen                                                      |
|        | The Visitation                                                                           | Joseph François Ducq                                  | 1815               |                                                                       | |                                                                 |
|        | The Visitation                                                                           |                                                       | 19th century       |                                                                       | |                                                                 |
|        | Heimsuchung                                                                              | Johann David Passavant                                | 1820               |                                                                       | Alte Nationalgalerie | Berlim                                                          |
|        | A Visitação                                                                              |                                                       | 1825               |                                                                       | Igreja de Sainte-Richarde de Marlenheim | Marlenheim                                                      |
|        | A Visitação (Barr)                                                                       | No/unknown value                                      | 1827               |                                                                       | Igreja de São Martinho | Barr                                                            |
|        | La Visitation                                                                            | Augustin Aubert                                       | 1827               |                                                                       | | Marselha                                                        |
|        | La Visitation                                                                            |                                                       | 1844               | groupe d'objets à Palaiseau                                           | | Palaiseau                                                       |
|        | La Visitation                                                                            |                                                       | 1847               |                                                                       | | Paris                                                           |
|        | Visitação                                                                                | António Manuel da Fonseca                             | 1850               |                                                                       | Igreja de São João Batista (Tomar) | Tomar (São João Baptista) e Santa Maria dos Olivais             |
|        | The Visitation                                                                           | No/unknown value                                      | 19th century       |                                                                       | National Trust | Hughenden                                                       |
|        | La Visitation                                                                            | Hippolyte Lazerges                                    | 1868               |                                                                       | | Orleães                                                         |
|        | A Visitação                                                                              |                                                       | 1871               |                                                                       | Igreja paroquial de S. Nicolau | Markdorf                                                        |
|        | La Visitation                                                                            |                                                       | 1874               |                                                                       | | Prissac                                                         |
|        | La Visitation                                                                            |                                                       | 1881               |                                                                       | | Montfarville                                                    |
|        | A Visitação                                                                              | Jurij Šubic                                           | 1888               |                                                                       | | Liubliana                                                       |
|        | Visitação                                                                                | Aurélia de Sousa                                      | 1893               |                                                                       | Museu Nacional de Soares dos Reis | Cedofeita, Santo Ildefonso, Sé, Miragaia, São Nicolau e Vitória |
|        | A visitação                                                                              | Maurice Denis                                         | 1894               |                                                                       | Museu Hermitage | São Petersburgo                                                 |
|        | Visitation                                                                               | Maurice Denis                                         | 1894               |                                                                       | Museu Hermitage | São Petersburgo                                                 |
|        | A Visitação                                                                              |                                                       | 19th century       | Retábulo da Igreja de Saint-Germain-l'Auxerrois de Fontenay-sous-Bois | | Fontenay-sous-Bois                                              |
|        | A Visitação (Duomo de San Miniato)                                                       | Pietro Bernardini                                     | 19th century       |                                                                       | Catedral de San Miniato | San Miniato                                                     |
|        | The Visitation                                                                           | No/unknown value                                      | 2nd millennium     |                                                                       | Art Institute of Chicago | Chicago                                                         |
|        | Marias besøk hos Elisabeth.                                                              | Signe Scheel                                          | 1906               |                                                                       | Trondheim art museum | Trondheim (comuna)                                              |
|        | Visitation                                                                               |                                                       | 1908               |                                                                       | |                                                                 |
|        | The Visitation                                                                           | George Desvallières                                   | 1912               |                                                                       | Museu Nacional de Arte Ocidental Matsukata Collection | Tóquio                                                          |
|        | Heimsuchung                                                                              | Oskar Kokoschka                                       | 1912               |                                                                       | Galeria Belvedere | Viena                                                           |
|        | The Visitation                                                                           | Stanley Spencer                                       | 1912               |                                                                       | Hunterian Museum and Art Gallery | Glasgow City                                                    |
|        | La visitation                                                                            | Marcel-Lenoir                                         | 1917               |                                                                       | Museu Nacional de Arte Moderna Museu Ingres | Montauban                                                       |
|        | Visitation                                                                               |                                                       | 1932               |                                                                       | |                                                                 |
|        | The Visitiation                                                                          | Alfred Giess                                          | 1934               |                                                                       | Église Saint-Ulrich de Morschwiller-le-Bas | Morschwiller-le-Bas                                             |
|        | The Visitation                                                                           | Jean Dallaire                                         | 1937               |                                                                       | Galeria Nacional do Canadá | Ottawa                                                          |
|        | A visitação                                                                              | Max Jacob                                             | 1938               |                                                                       | Musée des Beaux-Arts de Quimper | Quimper                                                         |
|        | The Visitation                                                                           |                                                       | 1960               |                                                                       | |                                                                 |
|        | The Visitation                                                                           |                                                       | 1972               |                                                                       | Galeria Nacional da Austrália | Camberra                                                        |
|        | The Visitation                                                                           | Salle Werner Vaughn                                   | 1981               |                                                                       | Metropolitan Museum of Art | Manhattan Nova Iorque                                           |
|        | Visitation                                                                               | Randall Schmit                                        | 1988               |                                                                       | Metropolitan Museum of Art | Manhattan Nova Iorque                                           |
|        | Visitation                                                                               | Jim Lutes                                             | 1992               |                                                                       | Stedelijk Museum voor Actuele Kunst | Gante                                                           |
|        | A Visitação                                                                              | No/unknown value                                      |                    |                                                                       | Museu Nacional de Belas-Artes da Suécia | Estocolmo                                                       |
|        | The Visitation                                                                           | No/unknown value                                      |                    |                                                                       | Museu de Belas Artes de Boston | Boston                                                          |
|        | The Visitation                                                                           | No/unknown value                                      |                    |                                                                       | Museu de Arte de Filadélfia | Filadélfia                                                      |
|        | The Visitation                                                                           | No/unknown value                                      |                    |                                                                       | Museu de Arte de Filadélfia | Filadélfia                                                      |
|        | Visitation                                                                               | Paolo Schiavo                                         |                    |                                                                       | Museu de Arte de Filadélfia | Filadélfia                                                      |
|        | The Visitation                                                                           | Lynn Randolph                                         |                    |                                                                       | Museu de Belas-Artes de Houston | Houston                                                         |
|        | la Visitation                                                                            |                                                       |                    |                                                                       | | Bordéus                                                         |
|        | Visitation                                                                               |                                                       |                    |                                                                       | |                                                                 |
|        | la Visitation                                                                            |                                                       |                    | groupe d'objets à Ciboure                                             | |                                                                 |
|        | la Visitation                                                                            | No/unknown value                                      |                    |                                                                       | | Trouville-sur-Mer                                               |
|        | la Visitation                                                                            |                                                       |                    |                                                                       | |                                                                 |
|        | la Visitation                                                                            |                                                       |                    |                                                                       | | Beaune                                                          |
|        | la Visitation                                                                            |                                                       |                    |                                                                       | |                                                                 |
|        | la Visitation                                                                            |                                                       |                    |                                                                       | |                                                                 |
|        | la Visitation                                                                            |                                                       |                    |                                                                       | | Chalon-sur-Saône                                                |
|        | Visitation                                                                               |                                                       |                    |                                                                       | |                                                                 |
|        | La Visitation                                                                            |                                                       |                    |                                                                       | | Vézelay                                                         |
|        | La Visitation                                                                            |                                                       |                    |                                                                       | |                                                                 |
|        | La Visitation                                                                            |                                                       |                    |                                                                       | | Nailly                                                          |
|        | La Visitation                                                                            |                                                       |                    |                                                                       | | Avallon                                                         |
|        | La Visitation                                                                            |                                                       |                    | groupe d'objets à Saint-Pol-de-Léon                                   | |                                                                 |
|        | la Visitation, l'Annonciation                                                            | Jean Boucher                                          |                    |                                                                       | | Crézançay-sur-Cher                                              |
|        | La Visitation                                                                            | Pierre Jean François Turpin                           |                    |                                                                       | |                                                                 |
|        | Visitation                                                                               |                                                       |                    |                                                                       | | Niherne                                                         |
|        | La Visitation                                                                            |                                                       |                    |                                                                       | |                                                                 |
|        | Visitation de la Vierge à sainte Elisabeth                                               |                                                       |                    |                                                                       | | Thilouze                                                        |
|        | la Visitation                                                                            |                                                       |                    |                                                                       | | Tours                                                           |
|        | Visitation                                                                               |                                                       |                    |                                                                       | |                                                                 |
|        | La Visitation                                                                            |                                                       |                    |                                                                       | |                                                                 |
|        | Visitation                                                                               |                                                       |                    |                                                                       | |                                                                 |
|        | Visitation                                                                               |                                                       |                    |                                                                       | | Blois                                                           |
|        | Visitation                                                                               |                                                       |                    |                                                                       | | Baillou                                                         |
|        | Visitation                                                                               |                                                       |                    | groupe d'objets à Valaire                                             | |                                                                 |
|        | Visitation                                                                               |                                                       |                    |                                                                       | | Ferrières-en-Gâtinais                                           |
|        | la Visitation                                                                            |                                                       |                    |                                                                       | |                                                                 |
|        | Visitation                                                                               |                                                       |                    |                                                                       | | Troyes                                                          |
|        | Visitation                                                                               |                                                       |                    |                                                                       | | Vendeuvre-sur-Barse                                             |
|        | Visitation                                                                               |                                                       |                    |                                                                       | | Troyes                                                          |
|        | Visitation                                                                               |                                                       |                    |                                                                       | | Nogent-sur-Seine                                                |
|        | la Visitation                                                                            |                                                       |                    |                                                                       | | Aubepierre-sur-Aube                                             |
|        | Visitation                                                                               |                                                       |                    |                                                                       | | Chapelle-des-Bois                                               |
|        | La Visitation                                                                            |                                                       |                    |                                                                       | |                                                                 |
|        | la Visitation                                                                            |                                                       |                    |                                                                       | |                                                                 |
|        | la Visitation                                                                            |                                                       |                    |                                                                       | |                                                                 |
|        | la Visitation                                                                            |                                                       |                    |                                                                       | |                                                                 |
|        | la Visitation                                                                            |                                                       |                    |                                                                       | |                                                                 |
|        | la Visitation                                                                            |                                                       |                    |                                                                       | | Ruão                                                            |
|        | La Visitation                                                                            |                                                       |                    |                                                                       | |                                                                 |
|        | La Visitation                                                                            |                                                       |                    |                                                                       | | Paris                                                           |
|        | La Visitation                                                                            |                                                       |                    |                                                                       | | Paris                                                           |
|        | Visitation                                                                               |                                                       |                    |                                                                       | | Athis-Mons                                                      |
|        | Visitation                                                                               |                                                       |                    |                                                                       | |                                                                 |
|        | la Visitation                                                                            |                                                       |                    |                                                                       | |                                                                 |
|        | La Visitation                                                                            |                                                       |                    |                                                                       | |                                                                 |
|        | la Visitation                                                                            |                                                       |                    | groupe d'objets à Alès                                                | | Alès                                                            |
|        | La Visitation                                                                            |                                                       |                    | groupe d'objets à Tavel                                               | |                                                                 |
|        | la Visitation                                                                            |                                                       |                    |                                                                       | | Roquemaure                                                      |
|        | La Visitation                                                                            |                                                       |                    | groupe d'objets à Beaucaire                                           | | Beaucaire                                                       |
|        | la Visitation                                                                            |                                                       |                    |                                                                       | |                                                                 |
|        | la Visitation                                                                            |                                                       |                    | groupe d'objets à Magnac-Laval                                        | |                                                                 |
|        | la Visitation                                                                            |                                                       |                    |                                                                       | | Roziers-Saint-Georges                                           |
|        | la Visitation                                                                            |                                                       |                    | groupe d'objets à Bar-le-Duc                                          | | Bar-le-Duc                                                      |
|        | la Visitation                                                                            |                                                       |                    |                                                                       | |                                                                 |
|        | la Visitation                                                                            |                                                       |                    |                                                                       | |                                                                 |
|        | la Visitation                                                                            |                                                       |                    |                                                                       | |                                                                 |
|        | Visitation                                                                               |                                                       |                    | groupe d'objets à Sautron                                             | | Sautron                                                         |
|        | la Visitation                                                                            |                                                       |                    |                                                                       | |                                                                 |
|        | la Visitation                                                                            |                                                       |                    |                                                                       | |                                                                 |
|        | La Visitation                                                                            |                                                       |                    |                                                                       | |                                                                 |
|        | Visitation                                                                               |                                                       |                    |                                                                       | |                                                                 |
|        | Visitation                                                                               |                                                       |                    |                                                                       | |                                                                 |
|        | La Visitation                                                                            |                                                       |                    |                                                                       | |                                                                 |
|        | La Visitation                                                                            |                                                       |                    |                                                                       | |                                                                 |
|        | la Visitation                                                                            |                                                       |                    | groupe d'objets à Cervières                                           | | Cervières                                                       |
|        | la Visitation                                                                            |                                                       |                    |                                                                       | |                                                                 |
|        | La Visitation                                                                            |                                                       |                    |                                                                       | | Toulon                                                          |
|        | la Visitation                                                                            |                                                       |                    |                                                                       | |                                                                 |
|        | la Visitation                                                                            |                                                       |                    |                                                                       | | Toulon                                                          |
|        | la Visitation                                                                            |                                                       |                    |                                                                       | |                                                                 |
|        | la Visitation                                                                            | Nicolas Mignard                                       |                    |                                                                       | | Avinhão                                                         |
|        | la Visitation                                                                            |                                                       |                    |                                                                       | | Carpentras                                                      |
|        | La Visitation 2                                                                          |                                                       |                    |                                                                       | | Bourg-en-Bresse                                                 |
|        | La Visitation                                                                            |                                                       |                    |                                                                       | | Monthieux                                                       |
|        | A Visitação                                                                              | Benoît Alhoste                                        |                    |                                                                       | | Bourg-en-Bresse                                                 |
|        | La Visitation                                                                            |                                                       |                    |                                                                       | |                                                                 |
|        | La Visitation                                                                            |                                                       |                    | groupe d'objets à Saint-Paul-en-Cornillon                             | |                                                                 |
|        | La Visitation                                                                            |                                                       |                    | groupe d'objets à Lyon                                                | | Métropole de Lyon Lyon                                          |
|        | La Visitation                                                                            |                                                       |                    |                                                                       | |                                                                 |
|        | La Visitation                                                                            |                                                       |                    |                                                                       | | Le Kremlin-Bicêtre                                              |
|        | Heimsuchung Mariens                                                                      | Franz Xaver Glink                                     |                    |                                                                       | Coleções de Pinturas do Estado da Baviera | Munique                                                         |
|        | De visitatie                                                                             | No/unknown value                                      |                    |                                                                       | Rijksmuseum Twenthe | Enschede                                                        |
|        | The Visitation                                                                           | No/unknown value                                      |                    |                                                                       | Museu de Belas Artes de Budapeste | Budapeste                                                       |
|        | The Visitation                                                                           | Michelangelo Unterberger                              |                    |                                                                       | Museu de Belas Artes de Budapeste | Budapeste                                                       |
|        | The Visitation                                                                           | No/unknown value                                      |                    |                                                                       | National Trust | Sevenoaks                                                       |
|        | Visitation                                                                               |                                                       |                    |                                                                       | | Montcenis                                                       |
|        | Visitation                                                                               |                                                       |                    |                                                                       | | Marcigny                                                        |
|        | Heimsuchung Mariae                                                                       |                                                       |                    |                                                                       | Staatliche Kunsthalle | Karlsruhe                                                       |
|        | Heimsuchung Mariae                                                                       |                                                       |                    |                                                                       | Staatliche Kunsthalle | Karlsruhe                                                       |
|        | Visitation                                                                               | Bernardo Strozzi                                      |                    |                                                                       | Museu Nacional de Varsóvia | Varsóvia                                                        |
|        | The Visitation                                                                           |                                                       |                    |                                                                       | Princeton University Art Museum | Princeton                                                       |
|        | The Visitation                                                                           |                                                       |                    |                                                                       | Princeton University Art Museum | Princeton                                                       |
|        | Heimsuchung                                                                              | Master of Schloss Lichtenstein                        |                    |                                                                       | Gemäldegalerie | Berlim                                                          |
|        | La Visitation                                                                            | Alessandro Turchi                                     |                    |                                                                       | Musées Nationaux Récupération |                                                                 |
|        | Visitation                                                                               |                                                       |                    |                                                                       | Munich Central Collecting Point Museu de Belas Artes de Budapeste | Munique Budapeste                                               |
|        | Visitation                                                                               |                                                       |                    |                                                                       | Munich Central Collecting Point | Munique                                                         |
|        | Visitation                                                                               | Hans List                                             |                    |                                                                       | Munich Central Collecting Point | Munique                                                         |
|        | La Visitation                                                                            |                                                       |                    |                                                                       | Musée des Beaux-Arts de Quimper | Quimper                                                         |
|        | The Visitation                                                                           | No/unknown value                                      |                    |                                                                       | Campion Hall | Oxford                                                          |
|        | The Visitation                                                                           | Carlo Maratta                                         |                    |                                                                       | Museu Ashmolean | Oxford                                                          |
|        | The Visitation                                                                           | Bartolomé Esteban Murillo                             |                    |                                                                       | Guernsey Museum and Art Gallery | Saint Peter Port                                                |
|        | The Visitation                                                                           | Luca Giordano                                         |                    |                                                                       | Guildhall Art Gallery | Cidade de Londres                                               |
|        | The Visitation                                                                           | Mariotto Albertinelli                                 |                    |                                                                       | Wardown Park Museum | Luton                                                           |
|        | The Visitation                                                                           | William Herbert Allen                                 |                    |                                                                       | Hampshire County Council | Winchester                                                      |
|        | The Visitation                                                                           | Domenico Passignano                                   |                    |                                                                       | Stockport Heritage Services |                                                                 |
|        | A visitação                                                                              | Agostino Ciampelli                                    |                    |                                                                       | Sant'Antonio Abate |                                                                 |
|        | A visitação                                                                              | Antonio Pirri                                         |                    |                                                                       | Museu Poldi Pezzoli | Milão                                                           |
|        | Visitation                                                                               |                                                       |                    |                                                                       | Diocesan Museum of Sacred Art of San Miniato | San Miniato                                                     |
|        | De Visitatie                                                                             | Jacob Jordaens                                        |                    |                                                                       | Sint-Vedastuskerk | Borgloon                                                        |
|        | A visitação                                                                              | Aurelio Lomi                                          |                    |                                                                       | Santissima Annunziata di Portoria | Génova                                                          |
|        | La Visitation                                                                            | No/unknown value                                      |                    |                                                                       | Museu de Belas Artes de Dijon | Dijon                                                           |
|        | Altarpiece of Visitation                                                                 |                                                       |                    |                                                                       | Pinacoteca Nacional de Cagliari | Cagliari                                                        |